# Karl Maria Kertbeny
Karl-Maria Kertbeny ou Károly Mária Kertbeny (baptizado como Karl-Maria Benkert; Viena, 28 de fevereiro de 1824 – Budapeste, 23 de janeiro de 1882) foi um jornalista, escritor, poeta e activista dos direitos humanos austro-húngaro, conhecido por ter criado as palavras heterossexual e homossexual. A família Benkert mudou-se para Budapeste quando Karl-Maria ainda era uma criança — ele sentia-se em casa tanto na Áustria, como na Hungria e na Alemanha.

## Vida

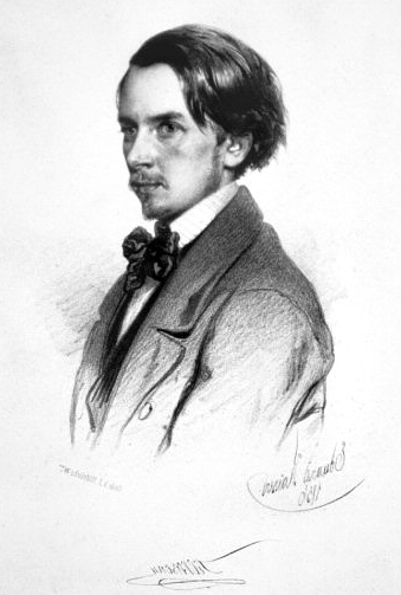
Karl-Maria Kertbeny

Na sua juventude, como aprendiz de livreiro, Benkert tinha um amigo homossexual que se suicidou ao ser chantageado por um extorsionista. Benker recordou mais tarde que foi esse trágico episódio que o levou a interessar-se profundamente pelo tema da homossexualidade, seguindo o que ele descrevia como o seu "impulso instintivo de lutar contra cada injustiça."
Depois de um período no exército húngaro, Benkert empregou-se como jornalista e escritor de viagens, tendo escrito pelo menos vinte e cinco livros sobre vários temas, embora nenhum de valor reconhecido. Em 1847 alterou legalmente o seu nome de Karl-Maria Benkert para a forma húngara, com conotações aristocráticas, Károly Mária Kertbeny. Mudou-se para Berlim em 1868, ainda solteiro aos 44 anos de idade. Nos seus livros afirmava se "normalmente sexuado," não existindo evidência directa que contrarie esta afirmação, apesar do cepticismo de escritores modernos.
Kertbeny traduziu poetas e escritores húngaros para o alemão, como por exemplo Sándor Petőfi, János Arany e Mór Jókai. Contava entre os seus amigos com personalidades famosas como Heinrich Heine, George Sand, Alfred de Musset, Hans Christian Andersen e os Irmãos Grimm.
Kertbeny morreu em Budapeste em 1882, com 58 anos de idade, sem ter tido ocasião de testemunhar a aceitação generalizada das suas ideias. A sua campa foi descoberta apenas em 2001 pelo socióloga Judit Takács, autor de extensa investigação sobre a sua vida, no Cemitério de Kerepesi, em Budapeste, local de repouso de um grande número de celebridades húngaras dos séculos dezanove e vinte. A comunidade gay erigiu-lhe uma nova lápide e a partir de 2002 tornou-se tradição depor uma coroa de flores na campa de Kertbeny durante os festivais gay da cidade.
O escritor e historiador literário húngaro Lajos Hatvany referia-se a Kertbeny como: "Este escritor imperfeito, emocionante e etéreo é um dos melhores e mais imerecidamente esquecidos escritores de memórias da Hungria."

## Activismo pelos direitos dos homossexuais
A partir da sua mudança para Berlim, Kertbeny passou a escrever extensivamente sobre a questão da homossexualidade, motivado, segundo disse, por um "interesse antropológico" combinado com um sentimento de injustiça e preocupação com os "direitos do homem." Em 1869 publicou anonimamente um panfleto intitulado Parágrafo 143 do Código Penal Prussiano de 14 de Abril de 1851 e a Sua Reafirmação como Parágrafo 152 no Código Penal Proposto para a Nordeutscher Bund. Carta Aberta e Profissional a Sua Excelência o Real Ministro da Justiça da Prússia, Dr. Leonhardt.
Em breve se seguiu um segundo panfleto sobre o mesmo tema. Nos seus panfletos, Kertbeny argumentava que a lei Prussiana sobre a sodomia, Parágrafo 143 (que mais tarde daria lugar ao Parágrafo 175 do Código Penal do Império Alemão), violava os "direitos do homem" pois, na clássica tradição libertária, os actos sexuais, em privado e quando consentidos pelas partes, não deviam cair sob a alçada da lei criminal. Evocando o caso do seu amigo da juventude, afirmava com determinação que a lei prussiana favorecia a existência de chantagem e extorsão de dinheiro a homossexuais, que frequentemente os levava ao suicídio.
Kertbeny também defendia que a homossexualidade era inata e imutável, um argumento que mais tarde viria a ser designado por "modelo médico" da homossexualidade, o que contrariava a opinião dominante na época de que os homens praticavam "sodomia" apenas por terem mau carácter. Os homens homossexuais, afirmava Kertbeny, não eram efeminados por natureza, indicando como exemplo muitos dos maiores heróis da história. Kertbeny foi o primeiro escritor a ter a coragem de publicar estes argumentos, hoje tão familiares, sobre a homossexualidade.

## Criação da palavra "homossexual"

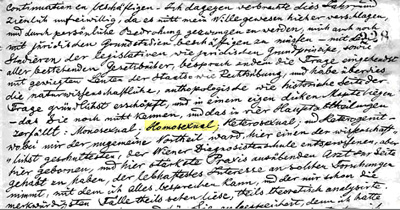
Manuscrito de Karl-Maria Kertbeny de 1868 onde se emprega pela primeira vez a palavra "homossexual." Biblioteca Nacional Húngara

Em 1869, no decurso da escrita destas obras, Kertbeny criou a palavra "homossexual"" como parte do seu sistema de classificação de tipos sexuais, como substituto do pejorativo pederasta em voga na Alemanha e na França da sua época. Designou ainda os homens que se sentiam atraídos sexualmente por mulheres como heterossexuais e designou por monossexuais os que se centravam na masturbação, entre outros termos.
Logo que os próprios homossexuais, assumidos publicamente, como Karl Heinrich Ulrichs, iniciaram as suas campanhas pelos direitos dos homossexuais, Kertbeny deixou de ocupar um papel central na discussão da temática. Se era homossexual, nunca se sentiu capaz de o revelar publicamente. Em 1880 escreveu um capítulo sobre homossexualidade para o livro Die Entdeckung der Seele (A Descoberta da Alma), de Gustav Jäger, mas a editora de Jager decidiu omiti-lo por o considerar demasiado controverso. Apesar disso Jager utilizou no seu livro a terminologia cunhada por Kertbeny.
No seu livro Psychopathia Sexualis (1886), o sexologista alemão Richard von Krafft-Ebing utilizou os termos homossexual e heterossexual do livro de Jager. Esta obra foi tão influente que acabou por converter estes termos na norma de referência a diferenças de orientação sexual, destronando o termo uraniano de Ulrichs.

## Obras
- Schriften zur Homosexualitätsforschung (editor: Manfred Herzer), Rosa Winkel verlag, Berlin 2000. ISBN 3-86149-103-6